# Saint-Marcel-du-Périgord
Saint-Marcel-du-Périgord – miejscowość i gmina we Francji, w regionie Nowa Akwitania, w departamencie Dordogne.
Według danych na rok 1990 gminę zamieszkiwało 140 osób, a gęstość zaludnienia wynosiła 12 osób/km² (wśród 2290 gmin Akwitanii Saint-Marcel-du-Périgord plasuje się na 1036. miejscu pod względem liczby ludności, natomiast pod względem powierzchni na miejscu 952.).